# Chellie Pingree
Rochelle Marie "Chellie" Pingree, nata Johnson (Minneapolis, 2 aprile 1955), è una politica statunitense, membro della Camera dei Rappresentanti per lo stato del Maine dal 2009. Sua figlia Hannah è stata la Speaker della Camera dei Rappresentanti del Maine dal 2008 al 2010.